# Надежда Кадишева
Надежда Никитишна Кадишева (рус. Надежда Никитична Кадышева; 1. јун 1959) совјетска и руска је фолк певачица, солистка ансамбла „Златни прстен”; Народна уметница Руске Федерације (1999).